# Gorsti
A gorsti a ludlowi földtörténeti kor két korszaka közül az első, amely 427,4 ± 0,5 millió évvel ezelőtt kezdődött a wenlocki kor homeri korszaka után, és 425,6 ± 0,9 millió éve ért véget a ludfordi korszak előtt.
Nevét a közép-angliai Ludlow kisvárost és Wigmore falut összekötő út mentén fekvő Gorsty nevű parasztházról kapta. A korszakot és az ezt megalapozó rétegtani emeletet egy brit geológus-kutatócsoport (Charles H. Holland, James D. Lawson, Victor G. Walmsley, Dennis E. White) írta le 1980-ban.

## Meghatározása
A Nemzetközi Rétegtani Bizottság a gorsti emelet alapját (a korszak végét) ezidáig nem határozta meg pontosan; valamivel a Leptobrachion longhopense Acritarcha-biozóna alatt helyezkedik el. Ez a Neodiversograptus nilssoni graptolita-biozóna alapjának közelében található. Az emelet teteje (a korszak vége) sem pontosan meghatározott; a Saetograptus leintwardinensis graptolita-biozóna közelében helyezkedik el.